# Profiler kryminalny
Jeżeli edytujesz kod źródłowy, to aby uzyskać taki efekt: teoria, elektronem, Witolda Gombrowicza – twórz linki według składni: [[teoria]], [[elektron]]em, [[Witold Gombrowicz|Witolda Gombrowicza]].

Profiler kryminalny – osoba zajmująca się tworzeniem profilu sprawcy przestępstwa. Profiler przy tworzeniu portretu sprawcy bierze pod uwagę: wiek, zawód, sytuację rodzinną i materialną, osobowość, zainteresowania, obawy, motywację itp. Zadaniem profilera jest opracowanie cech przestępcy na podstawie jego działań przed, w trakcie i po popełnieniu przestępstwa (tzw. ślady behawioralne). Profiler analizujący przestępstwo i zebrane dane, wspiera policję i prokuraturę w śledztwie.

## Historia zawodu profilera
Pierwszy utworzony profil przestępcy sięga 1888 roku i dotyczy seryjnego mordercy Kuby Rozpruwacza. Profesja ta w Polsce zyskała na popularności w latach 90. XX wieku. Wcześniej profilowanie istniało pod nazwą „sporządzania portretu psychologicznego nieznanego sprawcy”. Zawód profilera kryminalnego nie funkcjonuje w polskim prawie jako odrębny zawód. Nie istnieją również akty prawne regulujące wymagania, obowiązki i umiejętności kandydata.

## Najważniejsze pytania, na które profiler szuka odpowiedzi
Profiler kryminalny w celu uzyskania jak najlepszego obrazu sprawcy, musi odpowiedzieć sobie na wiele pytań. Najważniejsze z nich:
- Czy ofiara i sprawca się znali?
- Jakiego rodzaju była to znajomość?
- Jakie emocje ich łączyły?
- Czy sprawca znał miejsce, w którym dokonano przestępstwa, i w jaki sposób jest z nim związany?
- Jaka była możliwa motywacja czynu?
- Czy sprawca cierpi na jakieś specyficzne zaburzenia (np. psychiczne, w sferze seksualnej itd.)?
- Jakie zachowania sprawca mógł przejawiać w przeszłości?
- Jakie zachowania sprawca może przejawiać w przyszłości?

## Nurty w profilowaniu kryminalnym
Profilowanie indukcyjne polega na dopasowaniu przestępcy do istniejącej typologii i profilu przestępstw i przestępców, a także typów zachowań. Zdaniem badaczy tego nurtu te same przestępstwa popełniają osoby o takich samych lub podobnych cechach psychicznych i fizycznych oraz przynajmniej podobnym (jeśli nie identycznym) doświadczeniu życiowym i kryminalnym.
Profilowanie dedukcyjne (naukowe) polega na tworzeniu profilu przestępcy dla konkretnej sprawy. Informacjami są przede wszystkim fizyczne dowody i dokumenty identyfikacyjne zebrane na miejscu zbrodni i naukowo przeanalizowane przez ekspertów z określonych dziedzin (np. medycyny sądowej).